# Георги Раданов
Георги Раданов е български актьор.

## Биография
Роден е в град Бургас на 28 юли 1924 година. Участва в редица известни български филми като Под игото и Любимец 13.
Играе в Сатиричния театър и Народния театър „Иван Вазов“.
Работи към Балкантон където прави записи за грамофонни плочи.
Лауреат на Димитровска награда.

## Награди и отличия
- Народен артист
- Лауреат на Димитровска награда

## Телевизионен театър
- „Мизантроп“ (Еужен Лабиш) (1978)
- „Зех тъ, Радке, зех тъ!“ (1976) (Сава Доброплодни), мюзикъл - Съби - Радкен баща и Мариен мъж
- „Не подлежи на обжалване“ (1973) (Лозан Стрелков)
- „Всекиму заслуженото“ (1966) (Самуел Альошин)

## Филмография
| Година     | Филми и Сериали                            | Серии | Копродукции                                          | Роля                                                                           |
| ---------- | ------------------------------------------ | ----- | ---------------------------------------------------- | ------------------------------------------------------------------------------ |
| 1986       | Дом за нашите деца (тв сериал)             | 5     |                                                      |                                                                                |
| 1985       | Денят не си личи по заранта (тв сериал)    | 6     |                                                      | (в 2 серии: I, II)                                                             |
| 1983       | Фалшификаторът от „Черния кос“ (тв сериал) | 3     |                                                      | Митев, завеждащ „Личен състав“ (в серия: I; не е посочен в надписите на филма) |
| 1981       | Капитан Петко войвода (тв сериал)          | 12    |                                                      | Реза бей (в 2 серии: VI, VIII)                                                 |
| 1976       | Войници на свободата („Солдаты свободы“)   | 4     | СССР/България/Унгария/ГДР/Полша/Румъния/Чехословакия | Богдан Филов, премиер министърът на България (в 1 серия: I)                    |
| 1974       | На живот и смърт (тв сериал)               | 3     |                                                      | Славян                                                                         |
| 1969, 1971 | На всеки километър (тв сериал)             | 26    |                                                      | (в V серия: „Насрещни влакове“, 1969)                                          |
| 1969       | Цар Иван Шишман                            |       |                                                      | Ахмед паша, посланик на султан Мурад I                                         |
| 1968       | Гибелта на Александър Велики               |       |                                                      | журналист                                                                      |
| 1961       | Специалист по всичко                       |       |                                                      | многодетния баща                                                               |
| 1960       | Бъди щастлива, Ани!                        |       |                                                      |                                                                                |
| 1958       | Любимец №13                                |       |                                                      | Въльо Вълчанов, треньор на ДП „Витоша“                                         |
| 1957       | Гераците                                   |       |                                                      |                                                                                |
| 1952       | Под игото                                  |       |                                                      | Кандов                                                                         |
| 1950       | Тревога                                    |       |                                                      |                                                                                |
| 1946       | Борба за щастие                            |       |                                                      |                                                                                |